# Collegio di Earley and Woodley
Earley and Woodley è un collegio elettorale situato nel Berkshire, nel Sud Est dell'Inghilterra, e rappresentato alla Camera dei Comuni del Parlamento del Regno Unito. Elegge un membro del Parlamento con il sistema first-past-the-post, ossia maggioritario a turno unico; l'attuale parlamentare è Yuan Yang del Partito Laburista, che rappresenta il collegio dal 2024.

## Estensione
Il collegio è costituito dai seguenti ward del Berkshire:
- nel borgo di Reading: Church e Whitley;
- nee borgo di Wokingham: Bulmershe and Whitegates, Coronation, Hawkedon, Hillside, Loddon, Maiden Erlegh, Shinfield North, Shinfield South, Sonning e South Lake.[1]

## Membri del parlamento
| Elezione | Elezione | Deputato  | Partito   |
| -------- | -------- | --------- | --------- |
|          | 2024     | Yuan Yang | Laburista |

## Risultati elettorali

### Elezioni negli anni 2020
| Partito                    | Partito                                      | Candidato                  | Risultati 4 luglio 2024 | Risultati 4 luglio 2024 |
| Partito                    | Partito                                      | Candidato                  | Voti                    | %                       |
| -------------------------- | -------------------------------------------- | -------------------------- | ----------------------- | ----------------------- |
|                            | Laburista                                    | Yuan Yang                  | 18 209                  | 39,66                   |
|                            | Conservatore                                 | Pauline Jorgensen          | 17 361                  | 37,81                   |
|                            | Lib Dem                                      | Tahir Maher                | 6 142                   | 13,38                   |
|                            | Verde                                        | Gary Shacklady             | 3 418                   | 7,44                    |
|                            | Social Democratico                           | Alastair Hunter            | 784                     | 1,71                    |
|                            |                                              |                            |                         |                         |
| Iscritti                   | Iscritti                                     | Iscritti                   | 73 548                  | 100,00                  |
| ↳ Votanti (% su iscritti)  | ↳ Votanti (% su iscritti)                    | ↳ Votanti (% su iscritti)  | 45 914                  | 62,43                   |
| ↳ Astenuti (% su iscritti) | ↳ Astenuti (% su iscritti)                   | ↳ Astenuti (% su iscritti) | 27 634                  | 37,57                   |
|                            |                                              |                            |                         |                         |
|                            | Esito: collegio a Laburista (nuovo collegio) |                            |                         |                         |